# Jack Finney
Jack Finney, właśc. Walter Braden Finney (ur. jako John Finney 2 października 1911, zm. 14 listopada 1995) – amerykański pisarz.
Jego najbardziej znane dzieła to thrillery oraz historie fantastyczno-naukowe, w tym Inwazja porywaczy ciał i Time and Again. Ta pierwsza była kilkukrotnie zekranizowana, po raz pierwszy w 1956.